# Coroa estelar

Durante um eclipse solar total, a coroa e as proeminências do Sol são visíveis a olho nu.

A coroa estelar é a camada mais externa da atmosfera de uma estrela. Ela é composta de plasma.
A coroa do Sol, também chamada de coroa branca, coroa de Fraunhoffer ou corona, fica acima da cromosfera e se estende por milhões de quilômetros no espaço sideral. Ela é mais facilmente vista durante um eclipse solar total, mas também pode ser observada com um coronógrafo. As medições espectroscópicas indicam forte ionização na coroa e uma temperatura de plasma superior a 1.000.000 Kelvins, muito mais quente do que a superfície do Sol, conhecida como fotosfera.
Corona (latim para "coroa") é, por sua vez, derivado do grego antigo κορώνη (korṓnē) "guirlanda, coroa de flores".

## Histórico

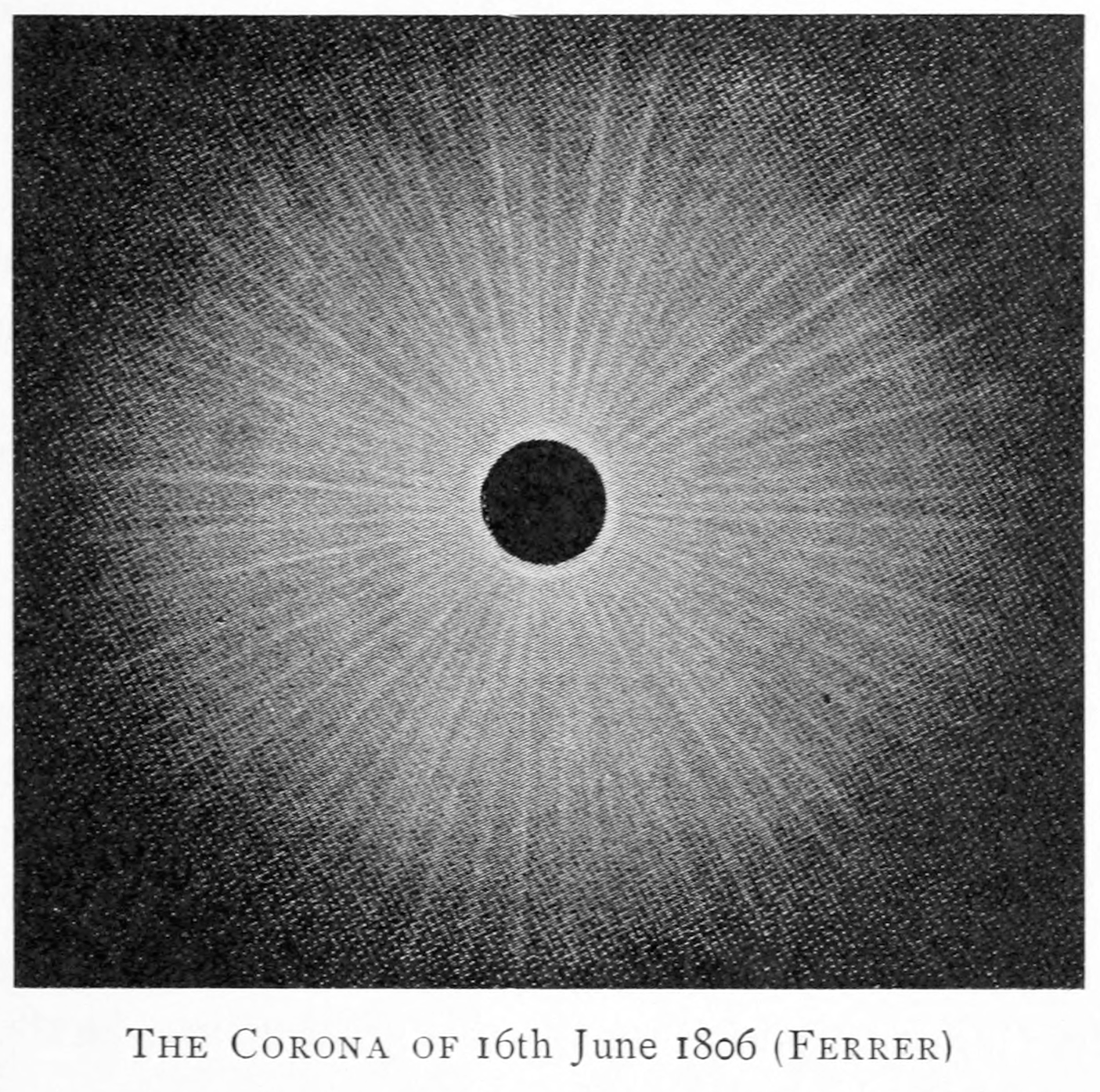
Coroa esboçada por José Joaquín de Ferrer durante o eclipse solar de 16 de junho de 1806 em Kinderhook, Nova York.

Johannes Kepler foi o primeiro a comentar cientificamente sobre a coroa solar. baseando-se em descrições de eclipses feitas por terceiros, ele sugeriu em 1605 que ela seria luz refletida por matéria ao redor do sol.
Em 1724, o astrônomo franco-italiano Giacomo F. Maraldi reconheceu que a aura visível durante um eclipse solar pertence ao Sol, e não à Lua. Em 1809, o astrônomo espanhol José Joaquín de Ferrer cunhou o termo "corona". Com base em suas próprias observações do eclipse solar de 1806 em Kinderhook (Nova York), de Ferrer também propôs que a coroa era parte do Sol e não da Lua.
O astrônomo inglês Norman Lockyer identificou o primeiro elemento desconhecido na Terra na cromosfera do Sol, chamado hélio. O astrônomo francês Jules Jenssen observou, depois de comparar suas leituras entre os eclipses de 1871 e 1878, que o tamanho e a forma da coroa solar mudam com o ciclo das manchas solares.
Em 1930, Bernard Lyot inventou o coronógrafo, que permite a visualização da coroa sem um eclipse total. Em 1952, o astrônomo americano Eugene Parker propôs que a coroa solar poderia ser aquecida por uma miríade de minúsculas "nanoerupções", brilhos em miniatura semelhantes a explosões solares que ocorreriam em toda a superfície do Sol.

### Teorias históricas
A alta temperatura da coroa do Sol confere a ela características espectrais incomuns, o que levou algumas pessoas no século XIX a sugerir que ela continha um elemento até então desconhecido, o "corônio". Em vez disso, essas características espectrais foram explicadas pelo ferro altamente ionizado (Fe-XIV, ou Fe13+). Bengt Edlén, seguindo o trabalho de Grotrian (1939), identificou pela primeira vez as linhas espectrais coronais em 1940 (observadas desde 1869) como transições de níveis metaestáveis baixos da configuração terrestre de metais altamente ionizados (a linha verde Fe-XIV do Fe13+ em 5.303 Å, mas também a linha vermelha Fe-X do Fe9+ em 6.374 Å).

## Variabilidade da coroa

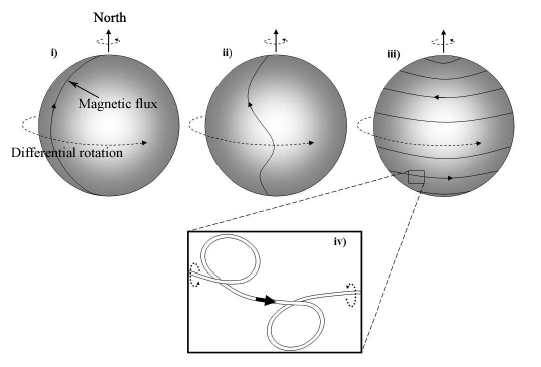
Um desenho demonstrando a configuração do fluxo magnético solar durante o ciclo solar.

A coroa do Sol é muito mais quente (por um fator de 150 a 450) do que a superfície visível do Sol: a temperatura da coroa é de 1 a 3 milhões de Kelvins em comparação com a temperatura média da fotosfera - cerca de 5.800 Kelvins. A coroa é 10-12 vezes mais densa que a fotosfera e, portanto, produz cerca de um milionésimo da quantidade de luz visível. O corona é separado da fotosfera pela cromosfera, que é relativamente rasa. O mecanismo exato pelo qual a coroa é aquecida ainda é objeto de algum debate, mas as possibilidades prováveis incluem indução pelo campo magnético do Sol e ondas magnetohidrodinâmicas vindas de baixo. As bordas externas da coroa do Sol são constantemente transportadas devido ao fluxo magnético aberto e, portanto, geram o vento solar.
As variações na Coroa Solar devido à rotação do Sol, e das suas atividades magnéticas, fazem o vento solar ficar variável e instável exercendo influência nos gases ao redor da estrela e planetas próximos, as manchas solares e o seu ciclo também afetam o seu comportamento e dimensão.
Exemplo do efeito do vento solar são as caudas cometárias, que têm sua orientação conduzida pela direção do vento solar que também influi nos campos magnéticos planetários, as magnetosferas, pois defletem as partículas, impedindo-as de chegar às superfícies dos planetas.
A coroa nem sempre é distribuída uniformemente pela superfície do Sol. Durante os períodos de quietude, a coroa fica mais ou menos confinada às regiões equatoriais, com buracos coronais cobrindo as regiões polares. Entretanto, durante os períodos ativos do Sol, a coroa é distribuída uniformemente nas regiões equatoriais e polares, embora seja mais proeminente em áreas com atividade de manchas solares. O ciclo solar dura aproximadamente 11 anos, desde o mínimo solar até o mínimo seguinte. Como o campo magnético solar é continuamente torcido devido à rotação mais rápida da massa no equador do Sol (rotação diferencial), a atividade das manchas solares será mais pronunciada no máximo solar, onde o campo magnético é mais torcido. Associados às manchas solares estão os anéis coronais, loops de fluxo magnético que afloram do interior solar. O fluxo magnético empurra a fotosfera mais quente para o lado, expondo o plasma mais frio abaixo, criando assim as manchas solares relativamente escuras.
Desde que a coroa solar foi fotografada em alta resolução na faixa de raios X do espectro pelo satélite Skylab em 1973 e, posteriormente, pelo Yohkoh e outros instrumentos espaciais seguintes, observou-se que a estrutura do coronavírus é bastante variada e complexa: diferentes zonas foram imediatamente classificadas no disco coronal. Os astrônomos geralmente distinguem várias regiões, conforme descrito a seguir.

### Regiões ativas
As regiões ativas são conjuntos de estruturas de anel que conectam pontos de polaridade magnética oposta na fotosfera, os chamados anéis coronais. Elas geralmente se distribuem em duas zonas de atividade, que são paralelas ao equador solar. A temperatura média está entre dois e quatro milhões de Kelvin, enquanto a densidade varia de 109 a 1010 partículas por cm3.

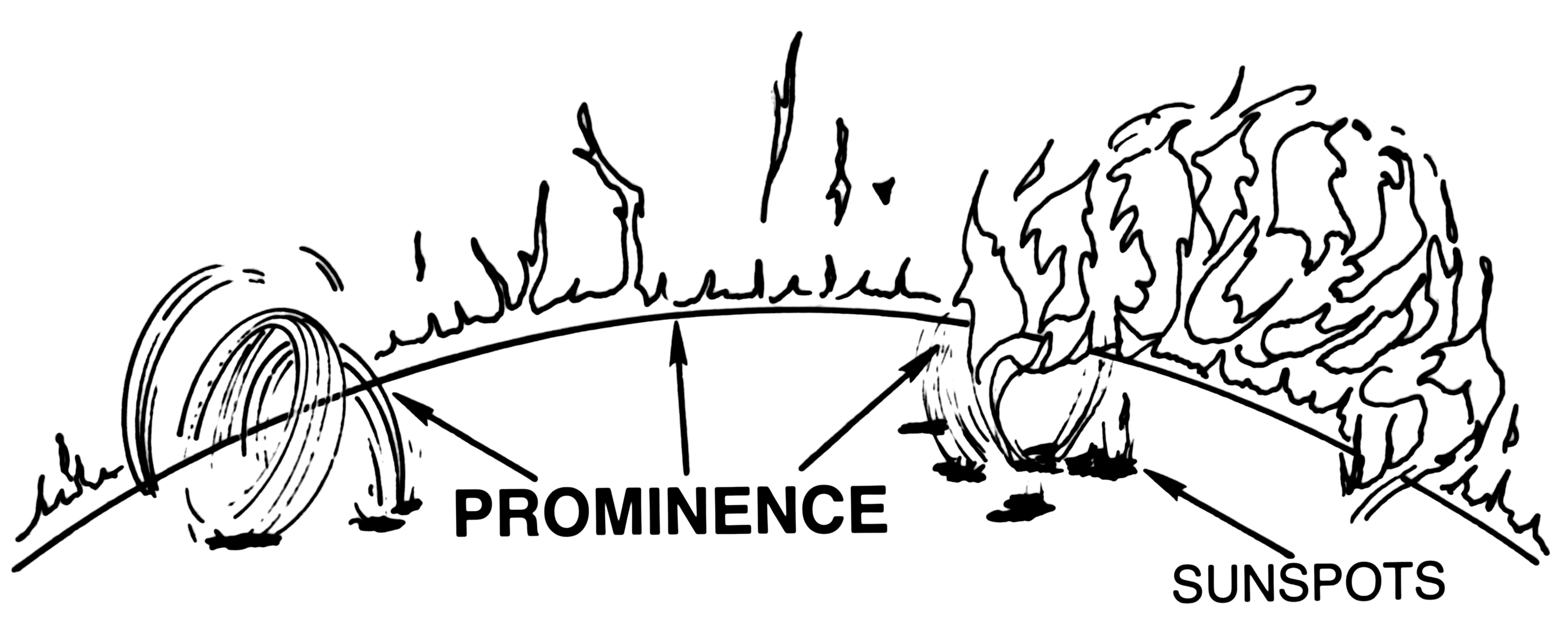
Ilustração mostrando proeminências solares e manchas solares.

As regiões ativas envolvem todos os fenômenos diretamente ligados ao campo magnético, que ocorrem em diferentes alturas acima da superfície do Sol: manchas solares e fáculas ocorrem na fotosfera; espículas, filamentos de Hα e praias na cromosfera; proeminências na cromosfera e na região de transição; e erupções e ejeções de massa coronal (CME) ocorrem na coroa e na cromosfera. Se as chamas forem muito violentas, elas também podem perturbar a fotosfera e gerar uma onda de Moreton. Por outro lado, as proeminências quiescentes são estruturas grandes, frias e densas que são observadas como fitas de Hα escuras e "serpenteantes" (com aparência de filamentos) no disco solar. Sua temperatura é de cerca de 5.000 a 8.000 K e, portanto, são normalmente consideradas como características cromosféricas.
Em 2013, imagens do Imageador Coronal de Alta Resolução revelaram "tranças magnéticas" de plasma nunca antes vistas nas camadas externas dessas regiões ativas.

#### Anéis coronais

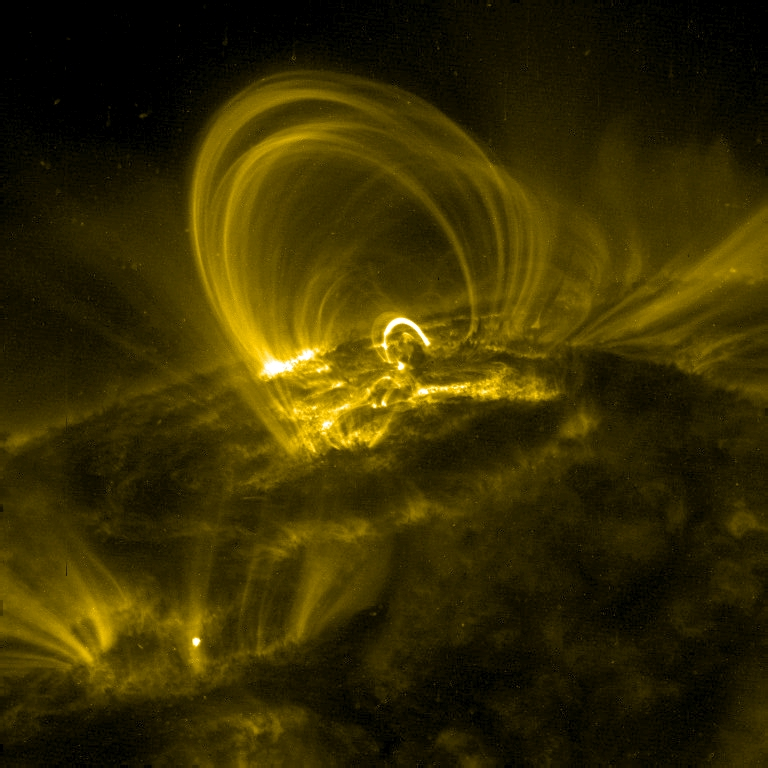
TRACE 171 Å anéis coronais

Os anéis coronais são as estruturas básicas da coroa solar magnética. Esses anéis são os primos de fluxo magnético fechado do fluxo magnético aberto que pode ser encontrado nos buracos coronais e no vento solar. Os anéis de fluxo magnético se elevam do corpo solar e se enchem de plasma solar quente. Devido à atividade magnética elevada nessas regiões de anéis coronais, os anéis coronais podem ser os precursores de explosões solares e CMEs.
O plasma solar que alimenta essas estruturas é aquecido de menos de 6.000 K a bem mais de 106 K a partir da fotosfera, passando pela região de transição e chegando à coroa. Muitas vezes, o plasma solar preenche esses anéis de um ponto e drena para outro, chamado de pontos de apoio (fluxo de sifão devido a uma diferença de pressão, ou fluxo assimétrico devido a algum outro fator).
Quando o plasma sobe dos pontos de apoio em direção ao topo do anel, como sempre ocorre durante a fase inicial de uma chama compacta, isso é definido como evaporação cromosférica. Quando o plasma esfria rapidamente e cai em direção à fotosfera, isso é chamado de condensação cromosférica. Também pode haver fluxo simétrico de ambos os pontos de apoio do anel, causando um acúmulo de massa na estrutura do anel. O plasma pode esfriar rapidamente nessa região (para uma instabilidade térmica), seus filamentos escuros são óbvios contra o disco solar ou proeminências fora do limbo do Sol.
Os anéis coronais podem ter vida útil da ordem de segundos (no caso de eventos de chamas), minutos, horas ou dias. Quando há um equilíbrio entre as fontes e os sumidouros de energia do anel, os anéis coronais podem durar longos períodos de tempo e são conhecidos como estado estacionário ou anéis coronais quiescentes (exemplo).
Os anéis coronais são muito importantes para nossa compreensão do atual problema de aquecimento coronal. Os anéis coronais são fontes de plasma altamente radiantes e, portanto, fáceis de serem observados por instrumentos como o TRACE. Uma explicação do problema de aquecimento coronal permanece, pois essas estruturas estão sendo observadas remotamente, onde muitas ambiguidades estão presentes (ou seja, contribuições de radiação ao longo da propagação da linha de visão). São necessárias medições no local antes que uma resposta definitiva possa ser determinada, mas devido às altas temperaturas do plasma na coroa, as medições no local são, no momento, impossíveis. A próxima missão da Parker Solar Probe da NASA se aproximará muito do Sol, permitindo observações mais diretas.

#### Estruturas de grande escala
As estruturas de grande escala são arcos muito longos que podem cobrir mais de um quarto do disco solar, mas contêm plasma menos denso do que nos anéis coronais das regiões ativas.
Elas foram detectadas pela primeira vez na observação da explosão de 8 de junho de 1968, durante um voo de foguete.
A estrutura em larga escala da coroa muda ao longo do ciclo solar de 11 anos e se torna particularmente simples durante o período mínimo, quando o campo magnético do Sol é quase semelhante a uma configuração dipolar (mais um componente quadrupolar).

#### Interconexões de regiões ativas
As interconexões de regiões ativas são arcos que conectam zonas de campo magnético oposto, de diferentes regiões ativas. Variações significativas dessas estruturas são frequentemente vistas após uma erupção.
Algumas outras características desse tipo são os helmet streamers - estruturas coronais grandes, semelhantes a calotas, com picos longos e pontiagudos que geralmente cobrem manchas solares e regiões ativas. As serpentinas coronais são consideradas fontes do vento solar lento.

#### Cavidades de filamentos

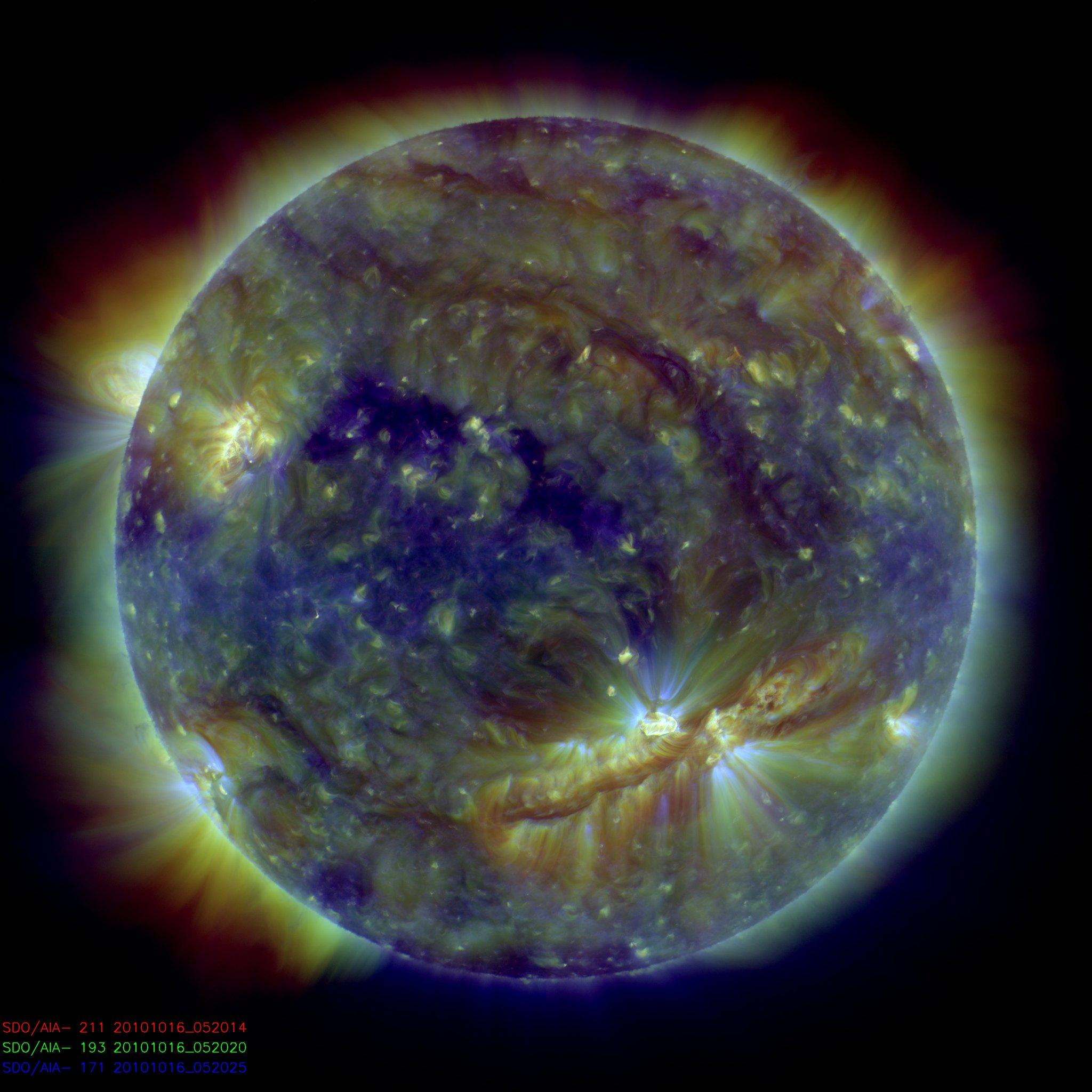
Imagem obtida pelo Solar Dynamics Observatory em 16 de outubro de 2010. Uma cavidade de filamento muito longa é visível no hemisfério sul do Sol.

As cavidades de filamentos são zonas que parecem escuras nos raios X e estão acima das regiões onde os filamentos de Hα são observados na cromosfera. Elas foram observadas pela primeira vez nos dois voos de foguetes de 1970, que também detectaram buracos coronais.
As cavidades de filamentos são nuvens mais frias de plasma suspensas acima da superfície do Sol por forças magnéticas. As regiões de campo magnético intenso parecem escuras nas imagens porque estão vazias de plasma quente. De fato, a soma da pressão magnética e da pressão do plasma deve ser constante em todos os lugares da heliosfera para que haja uma configuração de equilíbrio: onde o campo magnético é maior, o plasma deve ser mais frio ou menos denso. A pressão do plasma {\displaystyle p} pode ser calculada pela equação de estado de um gás perfeito: https://wikimedia.org/api/rest_v1/media/math/render/svg/f82d02993e9c9f5574a0c5752fa24d2e57a20447, onde {\displaystyle n} é a densidade do número de partículas, https://wikimedia.org/api/rest_v1/media/math/render/svg/70f38f7b73e53fd7b5d9ca64bec3a1438cc0eade a constante de Boltzmann e {\displaystyle T} a temperatura do plasma. Fica evidente na equação que a pressão do plasma diminui quando a temperatura do plasma diminui em relação às regiões vizinhas ou quando a zona de campo magnético intenso se esvazia. O mesmo efeito físico torna as manchas solares aparentemente escuras na fotosfera.

#### Pontos brilhantes
Os pontos brilhantes são pequenas regiões ativas encontradas no disco solar. Os pontos brilhantes de raios X foram detectados pela primeira vez em 8 de abril de 1969, durante um voo de foguete.
A fração da superfície solar coberta por pontos brilhantes varia com o ciclo solar. Eles estão associados a pequenas regiões bipolares do campo magnético. Sua temperatura média varia de 1,1 MK a 3,4 MK. As variações na temperatura são frequentemente correlacionadas com mudanças na emissão de raios X.

### Buracos coronais
Os buracos coronais são regiões unipolares que parecem escuras nos raios X, pois não emitem muita radiação. São zonas amplas do Sol onde o campo magnético é unipolar e se abre em direção ao espaço interplanetário. O vento solar de alta velocidade surge principalmente dessas regiões.
Nas imagens UV dos buracos coronais, algumas estruturas pequenas, semelhantes a bolhas alongadas, são frequentemente vistas como se estivessem suspensas no vento solar. Essas são as plumas coronais. Mais precisamente, elas são longas e finas serpentinas que se projetam para fora dos polos norte e sul do Sol.

### O Sol quieto
As regiões solares que não fazem parte das regiões ativas e dos buracos coronais são comumente identificadas como o Sol quieto.
A região equatorial tem uma velocidade de rotação mais rápida do que as zonas polares. O resultado da rotação diferencial do Sol é que as regiões ativas sempre surgem em duas faixas paralelas ao equador e sua extensão aumenta durante os períodos de máximo do ciclo solar, enquanto quase desaparecem durante cada mínimo. Portanto, o Sol calmo sempre coincide com a zona equatorial e sua superfície é menos ativa durante o máximo do ciclo solar. Ao se aproximar do mínimo do ciclo solar (também chamado de ciclo da borboleta), a extensão do Sol quieto aumenta até cobrir toda a superfície do disco, excluindo alguns pontos brilhantes no hemisfério e nos polos, onde há buracos coronais.

### Superfície de Alfvén
A superfície de Alfvén é a fronteira que separa a coroa do vento solar, definida como onde a velocidade Alfvén do plasma coronal e a velocidade do vento solar em grande escala são iguais.
Os pesquisadores não tinham certeza de onde exatamente ficava a superfície crítica Alfvén do Sol. Com base em imagens remotas da coroa, as estimativas a colocavam em algum lugar entre 10 e 20 raios solares da superfície do Sol. Em 28 de abril de 2021, durante seu oitavo sobrevoo do Sol, a Parker Solar Probe da NASA encontrou as condições magnéticas e de partículas específicas a 18,8 raios solares que indicavam que ela havia penetrado na superfície Alfvén.

## Variabilidade da coroa
Um retrato tão diversificado quanto o já apontado para as características coronais é enfatizado pela análise da dinâmica das principais estruturas da coroa, que evoluem em tempos diferentes. Estudar a variabilidade coronal em sua complexidade não é fácil porque os tempos de evolução das diferentes estruturas podem variar consideravelmente: de segundos a vários meses. Os tamanhos típicos das regiões onde ocorrem os eventos coronais variam da mesma forma, como mostra a tabela a seguir.
| Evento coronal                             | Escala de tempo típica | Escala de comprimento típica (Mm) |
| ------------------------------------------ | ---------------------- | --------------------------------- |
| Erupção de região ativa                    | 10 a 10000 segundos    | 10–100                            |
| Ponto brilhante de raios X                 | minutos                | 1–10                              |
| Transientes em estruturas de grande escala | de minutos a horas     | ~100                              |
| Transiente em arcos de interconexão        | de minutos a horas     | ~100                              |
| Sol quieto                                 | de horas a meses       | 100–1000                          |
| Buraco coronal                             | várias rotações        | 100–1000                          |

### Erupções

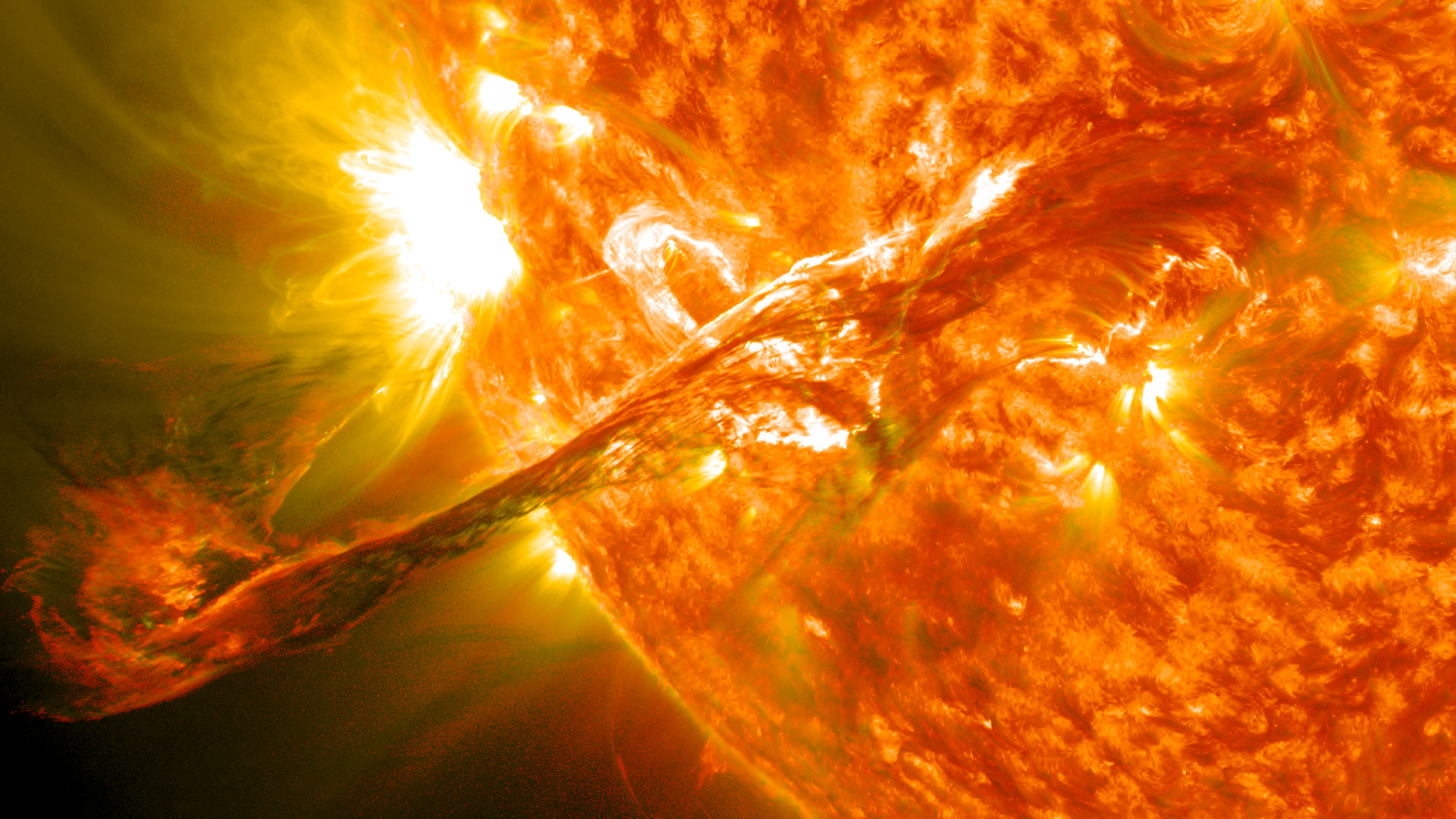
Em 31 de agosto de 2012, um longo filamento de material solar que estava pairando na atmosfera externa do Sol, a coroa, entrou em erupção às 16h36 EDT.

As chamas ocorrem em regiões ativas e são caracterizadas por um aumento repentino do fluxo radiativo emitido por pequenas regiões da coroa. São fenômenos muito complexos, visíveis em diferentes comprimentos de onda; envolvem várias zonas da atmosfera solar e muitos efeitos físicos, térmicos e não térmicos, e às vezes amplas reconexões das linhas de campo magnético com expulsão de material.
Os clarões são fenômenos impulsivos, com duração média de 15 minutos, e os eventos mais energéticos podem durar várias horas. Os clarões produzem um aumento alto e rápido da densidade e da temperatura.
Uma emissão em luz branca é raramente observada: geralmente, as chamas são vistas apenas em comprimentos de onda UV extremos e nos raios X, típicos da emissão cromosférica e coronal.
Na coroa, a morfologia das erupções é descrita por observações no UV, nos raios X moles e duros e nos comprimentos de onda Hα, e é muito complexa. Entretanto, é possível distinguir dois tipos de estruturas básicas: 
- Erupções compactas, quando cada um dos dois arcos onde o evento está ocorrendo mantém sua morfologia: apenas um aumento da emissão é observado sem variações estruturais significativas. A energia emitida é da ordem de 1.022 - 1.023 J.
- Erupções de longa duração, associadas a erupções de proeminências, transientes de luz branca e erupções de duas fitas:[22] nesse caso, os anéis magnéticos mudam sua configuração durante o evento. As energias emitidas durante essas erupções são de tal proporção que podem chegar a 1.025 J.

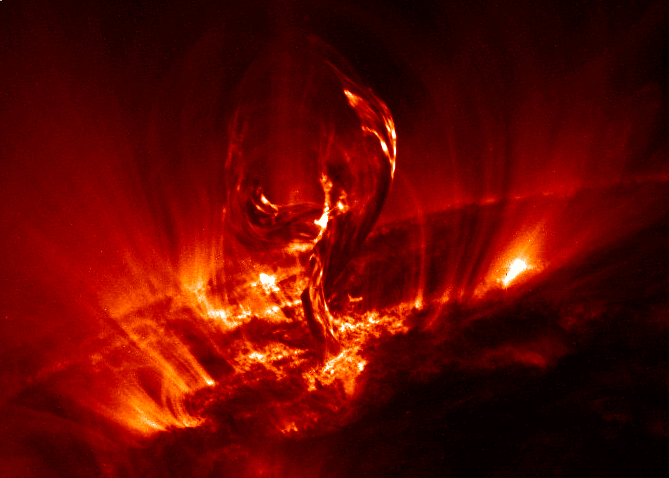
Filamento em erupção durante uma explosão solar, visto em comprimentos de onda EUV (TRACE)

Quanto à dinâmica temporal, geralmente são distinguidas três fases diferentes, cujas durações não são comparáveis. As durações desses períodos dependem da faixa de comprimentos de onda usada para observar o evento:
- Uma fase impulsiva inicial, cuja duração é da ordem de minutos, fortes emissões de energia são frequentemente observadas até mesmo em micro-ondas, comprimentos de onda de EUV e nas frequências de raios X duros.
- Uma fase máxima
- Uma fase de decaimento, que pode durar várias horas.

Às vezes, também pode ser observada uma fase anterior às erupções, geralmente chamada de fase "pré-erupção".

### Ejeções de massa coronal
As grandes erupções solares e proeminências são frequentemente acompanhadas de ejeções de massa coronal (CME). Essas são enormes emissões de material coronal e campo magnético que se deslocam para fora do Sol a mais de um milhão de quilômetros por hora, contendo aproximadamente 10 vezes a energia das erupções solares ou proeminências que as acompanham. Algumas CME maiores podem lançar centenas de milhões de toneladas de material no espaço interplanetário a cerca de 1,5 milhão de quilômetros por hora.

## Coroas estelares
As estrelas coronais são onipresentes entre as estrelas na metade fria do diagrama de Hertzsprung-Russell. Essas coroas podem ser detectadas por meio de telescópios de raios X. Algumas coroas estelares, especialmente em estrelas jovens, são muito mais luminosas do que as do Sol. Por exemplo, a FK Comae Berenices é o protótipo da classe FK Com de estrelas variáveis. Essas estrelas são gigantes dos tipos espectrais G e K com uma rotação excepcionalmente rápida e sinais de extrema atividade. Suas coroas de raios X estão entre as mais luminosas (Lx ≥ 1032 erg·s-1 ou 1025 W) e as mais quentes conhecidas, com temperaturas dominantes de até 40 MK.
As observações astronômicas planejadas com o Observatório Einstein por Giuseppe Vaiana e seu grupo mostraram que as estrelas F-, G-, K- e M- têm cromosferas e, muitas vezes, coroas muito parecidas com o Sol. As estrelas O-B, que não têm zonas de convecção na superfície, têm uma forte emissão de raios X. Entretanto, essas estrelas não têm coroa, mas os envelopes estelares externos emitem essa radiação durante choques devido a instabilidades térmicas em bolhas de gás que se movem rapidamente. As estrelas A também não têm zonas de convecção, mas não emitem nos comprimentos de onda de UV e raios X. Assim, elas parecem não ter cromosferas nem coroa.

## Física da coroa

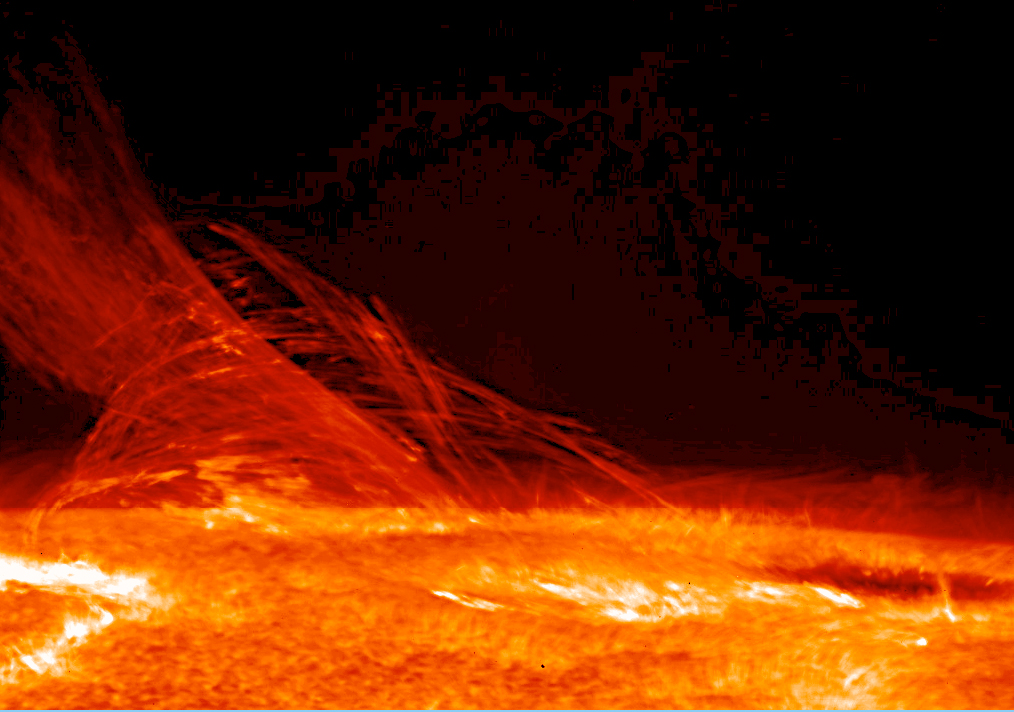
Esta imagem, tirada pela Hinode em 12 de janeiro de 2007, revela a natureza filamentosa da coroa.

A matéria na parte externa da atmosfera solar está no estado de plasma, a uma temperatura muito alta (alguns milhões de Kelvin) e a uma densidade muito baixa (da ordem de 1015 partículas/m3). De acordo com a definição de plasma, ele é um conjunto quase neutro de partículas que exibe um comportamento coletivo.
A composição é semelhante à do interior do Sol, principalmente hidrogênio, mas com uma ionização muito maior de seus elementos mais pesados do que a encontrada na fotosfera. Os metais mais pesados, como o ferro, são parcialmente ionizados e perderam a maior parte dos elétrons externos. O estado de ionização de um elemento químico depende estritamente da temperatura e é regulado pela equação de Saha na atmosfera mais baixa, mas pelo equilíbrio colisional na coroa opticamente fina. Historicamente, a presença das linhas espectrais emitidas por estados altamente ionizados do ferro permitiu a determinação da alta temperatura do plasma coronal, revelando que a coroa é muito mais quente do que as camadas internas da cromosfera.
A coroa se comporta como um gás que é muito quente, mas muito leve ao mesmo tempo: a pressão na coroa é geralmente de apenas 0,1 a 0,6 Pa em regiões ativas, enquanto na Terra a pressão atmosférica é de cerca de 100 kPa, aproximadamente um milhão de vezes maior do que na superfície solar. No entanto, ele não é propriamente um gás, pois é feito de partículas carregadas, basicamente prótons e elétrons, que se movem em velocidades diferentes. Supondo que eles tenham a mesma energia cinética em média (para o teorema da equipartição), os elétrons têm uma massa cerca de 1.800 vezes menor que a dos prótons e, portanto, adquirem mais velocidade. Os íons metálicos são sempre mais lentos. Esse fato tem consequências físicas relevantes nos processos radiativos (que são muito diferentes dos processos radiativos da fotosfera) ou na condução térmica. Além disso, a presença de cargas elétricas induz a geração de correntes elétricas e campos magnéticos elevados. As ondas magnetohidrodinâmicas (ondas MHD) também podem se propagar nesse plasma, embora ainda não esteja claro como elas podem ser transmitidas ou geradas na coroa.

### Radiação
O plasma coronal é opticamente fino e, portanto, transparente à radiação eletromagnética que ele emite e àquela proveniente das camadas inferiores. O plasma é muito rarefeito e o percurso livre médio do fóton supera de longe todas as outras escalas de comprimento, incluindo os tamanhos típicos das características coronais comuns.
A radiação eletromagnética da coroa foi identificada como proveniente de três fontes principais, localizadas no mesmo volume de espaço:
- A coroa-K (K de kontinuierlich, "contínua" em alemão) é criada pelo espalhamento de elétrons livres pelo espalhamento de Thomson da luz solar; o alargamento Doppler das linhas de absorção fotosféricas refletidas as espalha tanto que as obscurece completamente, dando a aparência espectral de um contínuo sem linhas de absorção.
- A coroa-F (F de Fraunhofer) é criada pela luz solar que incide sobre partículas de poeira e é observável porque sua luz contém as linhas de absorção de Fraunhofer que são vistas na luz solar bruta; a coroa F se estende a ângulos de elongação muito altos do Sol, onde é chamada de luz zodiacal.
- A coroa-E (E de emissão) é devida a linhas de emissão espectral produzidas por íons que estão presentes no plasma coronal; ela pode ser observada em linhas de emissão espectral amplas ou proibidas ou quentes e é a principal fonte de informações sobre a composição da coroa.[26]

### Condução térmica

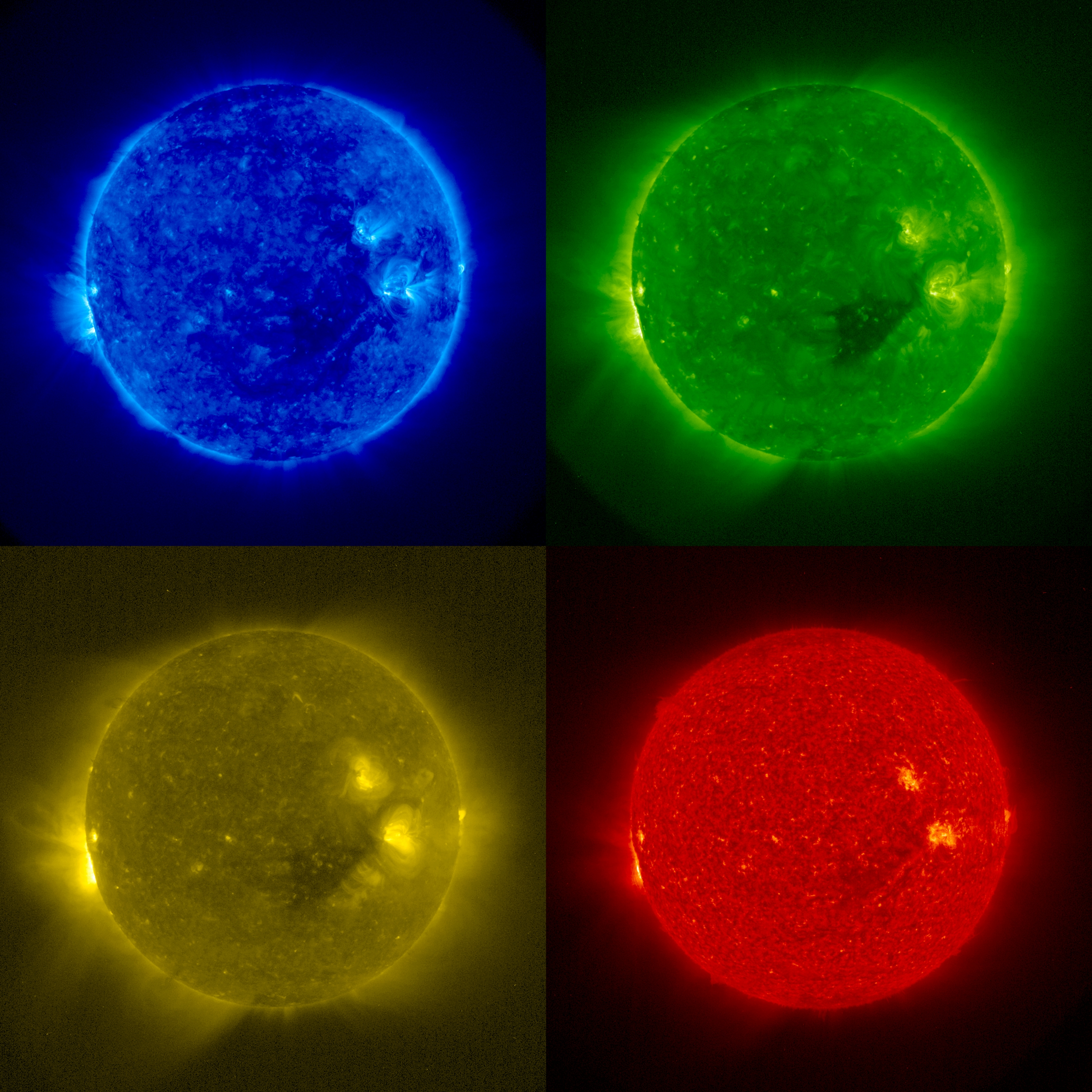
Um mosaico das imagens de ultravioleta extremo obtidas pelo STEREO em 4 de dezembro de 2006. Essas imagens de cores falsas mostram as atmosferas do Sol em uma gama de temperaturas diferentes. No sentido horário a partir do canto superior esquerdo: 1 milhão de graus C (171 Å-azul), 1,5 milhão de °C (195Å-verde), 60.000-80.000°C (304 Å-vermelho) e 2,5 milhões de °C (286 Å-amarelo).

STEREO - Primeiras imagens em uma animação lenta.

Na coroa, a condução térmica ocorre da atmosfera externa mais quente para as camadas internas mais frias. Os responsáveis pelo processo de difusão do calor são os elétrons, que são muito mais leves que os íons e se movem mais rapidamente, conforme explicado acima.
Quando há um campo magnético, a condutividade térmica do plasma se torna mais alta na direção paralela às linhas de campo do que na direção perpendicular. Uma partícula carregada que se move na direção perpendicular à linha do campo magnético está sujeita à força de Lorentz, que é normal ao plano individualizado pela velocidade e pelo campo magnético. Essa força distorce a trajetória da partícula. Em geral, como as partículas também têm um componente de velocidade ao longo da linha do campo magnético, a força de Lorentz as obriga a se curvar e se mover em espirais ao redor das linhas de campo na frequência do cíclotron.
Se as colisões entre as partículas forem muito frequentes, elas serão espalhadas em todas as direções. Isso acontece na fotosfera, onde o plasma carrega o campo magnético em seu movimento. Na coroa, ao contrário, o caminho livre médio dos elétrons é da ordem de quilômetros ou até mais, de modo que cada elétron pode fazer um movimento helicoidal muito antes de ser espalhado após uma colisão. Portanto, a transferência de calor é aprimorada ao longo das linhas do campo magnético e inibida na direção perpendicular.
Na direção longitudinal ao campo magnético, a condutividade térmica da coroa é{\displaystyle k=20\left({\frac {2}{\pi }}\right)^{3/2}{\frac {\left(k_{\text{B}}T\right)^{5/2}k_{\text{B}}}{m_{e}^{1/2}e^{4}\ln \Lambda }}\approx {\frac {T^{5/2}}{\ln \Lambda }}\times 1.8\times 10^{-10}~\mathrm {Wm^{-1}K^{-1}} }onde https://wikimedia.org/api/rest_v1/media/math/render/svg/9582c7c795d2def2c061f0dfa3a6f0fb3dd2de44 é a constante de Boltzmann, {\displaystyle T} é a temperatura em Kelvin, {\displaystyle m_{e}} é a massa do elétron, {\displaystyle e} e é a carga elétrica do elétron,{\displaystyle \ln \Lambda =\ln \left(12\pi n\lambda _{D}^{3}\right)}é o logaritmo de Coulomb, e{\displaystyle \lambda _{D}={\sqrt {\frac {k_{\text{B}}T}{4\pi ne^{2}}}}}é o comprimento de Debye do plasma com densidade de partículas {\displaystyle n}. O logaritmo de Coulomb {\displaystyle \ln \Lambda } é aproximadamente 20 na coroa, com uma temperatura média de 1 MK e uma densidade de 1015 partículas/m3, e cerca de 10 na cromosfera, onde a temperatura é de aproximadamente 10 kK e a densidade de partículas é da ordem de 1018 partículas/m3 e, na prática, pode ser considerada constante.
Portanto, se indicarmos com {\displaystyle q} o calor para uma unidade de volume, expresso em J m-3, a equação de Fourier da transferência de calor, a ser computada somente ao longo da direção {\displaystyle x} da linha de campo, torna-se.{\displaystyle {\frac {\partial q}{\partial t}}=0.9\times 10^{-11}~{\frac {\partial ^{2}T^{7/2}}{\partial x^{2}}}.}Cálculos numéricos mostraram que a condutividade térmica da coroa é comparável à do cobre.

### Sismologia coronal
A sismologia coronal é um método de estudo do plasma da coroa solar com o uso de ondas magnetohidrodinâmicas (MHD). A MHD estuda a dinâmica de fluidos condutores de eletricidade - nesse caso, o fluido é o plasma coronal. Filosoficamente, a sismologia coronal é semelhante à sismologia da Terra, à heliosismologia do Sol e à espectroscopia MHD de dispositivos de plasma de laboratório. Em todas essas abordagens, ondas de vários tipos são usadas para sondar um meio. O potencial da sismologia coronal na estimativa do campo magnético coronal, da altura da escala de densidade, da estrutura fina e do aquecimento foi demonstrado por diferentes grupos de pesquisa.

## Problema de aquecimento coronal
Por que a coroa do Sol é muito mais quente do que a superfície do Sol?
O problema do aquecimento coronal na física solar está relacionado à questão de por que a temperatura da coroa do Sol é de milhões de Kelvins em comparação com os milhares de Kelvins da superfície. Várias teorias foram propostas para explicar esse fenômeno, mas ainda é um desafio determinar qual delas está correta. O problema surgiu quando Bengt Edlen e Walter Grotrian identificaram linhas de Fe IX e Ca XIV no espectro solar. Isso levou à descoberta de que as linhas de emissão vistas durante os eclipses solares não são causadas por um elemento desconhecido chamado "corônio", mas por elementos conhecidos em estágios muito altos de ionização. A comparação das temperaturas coronal e fotosférica de 6.000 K leva à questão de como a temperatura coronal, 200 vezes mais quente, pode ser mantida. O problema está principalmente relacionado a como a energia é transportada para a coroa e depois convertida em calor dentro de alguns raios solares.
As altas temperaturas exigem que a energia seja transportada do interior do sol para a coroa por processos não térmicos, porque a segunda lei da termodinâmica impede que o calor flua diretamente da fotosfera solar (superfície), que está a cerca de 5.800 K, para a coroa, muito mais quente, a cerca de 1 a 3 MK (partes da coroa podem até chegar a 10 MK).
Entre a fotosfera e a coroa, a região fina através da qual a temperatura aumenta é conhecida como região de transição. Ela varia de apenas dezenas a centenas de quilômetros de espessura. A energia não pode ser transferida da fotosfera mais fria para a coroa por meio da transferência de calor convencional, pois isso violaria a segunda lei da termodinâmica. Uma analogia disso seria uma lâmpada que aumenta a temperatura do ar ao seu redor para algo maior do que sua superfície de vidro. Portanto, alguma outra forma de transferência de energia deve estar envolvida no aquecimento da coroa.
A quantidade de energia necessária para aquecer a coroa solar pode ser facilmente calculada como a diferença entre as perdas radiativas da coroa e o aquecimento por condução térmica em direção à cromosfera por meio da região de transição. É cerca de 1 quilowatt para cada metro quadrado de área de superfície na cromosfera do Sol, ou 1/40000 da quantidade de energia luminosa que escapa do Sol.
Muitas teorias de aquecimento coronal foram propostas, mas duas teorias permaneceram como as candidatas mais prováveis: aquecimento por ondas e reconexão magnética (ou nanoerupções). Durante a maior parte dos últimos 50 anos, nenhuma das teorias foi capaz de explicar as temperaturas coronais extremas.
Em 2012, imagens de raios X suave de alta resolução (<0,2″) com o High Resolution Coronal Imager a bordo de um foguete de sondagem revelaram tranças firmemente enroladas na coroa. A hipótese é que a reconexão e o desenrolar das tranças podem atuar como fontes primárias de aquecimento da coroa solar ativa a temperaturas de até 4 milhões de Kelvin. Supõe-se que a principal fonte de calor na coroa quiescente (cerca de 1,5 milhão de Kelvin) seja originária de ondas MHD.
O objetivo da Parker Solar Probe da NASA é aproximar-se do Sol a uma distância de aproximadamente 9,5 raios solares para investigar o aquecimento coronal e a origem do vento solar. Ela foi lançada com sucesso em 12 de agosto de 2018 e, a partir do outono de 2022, concluiu as primeiras 13 das mais de 20 aproximações planejadas do Sol.
| Modelos de aquecimento                            | Modelos de aquecimento                                                                               | Modelos de aquecimento |
| Hidrodinâmico                                     | Magnetico                                                                                            | Magnetico |
| ------------------------------------------------- | --- | --- |
| - Sem campo magnético - Estrelas de rotação lenta | DC (reconexão)                                                                                       | AC (ondas) |
| - Sem campo magnético - Estrelas de rotação lenta | - Tensões do campo B - Eventos de reconexão - Erupções/nanoerupções - Taxas de aquecimento uniformes | - Embaralhamento do ponto de base da fotosfera - Propagação de ondas MHD - Alto fluxo de ondas Alfvén - Taxas de aquecimento não uniformes |
|                                                   | Teorias concorrentes                                                                                 | |

### Teoria do aquecimento por ondas
A teoria do aquecimento por ondas, proposta em 1949 por Evry Schatzman, propõe que as ondas transportam energia do interior solar para a cromosfera e a coroa solar. O Sol é feito de plasma em vez de gás comum, portanto, suporta vários tipos de ondas análogas às ondas sonoras no ar. Os tipos mais importantes de onda são as ondas magnetoacústicas e as ondas Alfvén. As ondas magnetoacústicas são ondas sonoras que foram modificadas pela presença de um campo magnético, e as ondas Alfvén são semelhantes às ondas de rádio de frequência ultrabaixa que foram modificadas pela interação com a matéria no plasma. Ambos os tipos de ondas podem ser lançados pela turbulência da granulação e supergranulação na fotosfera solar, e ambos os tipos de ondas podem transportar energia por alguma distância através da atmosfera solar antes de se transformarem em ondas de choque que dissipam sua energia como calor.
Um problema com o aquecimento por ondas é o envio do calor para o local apropriado. As ondas magnetoacústicas não podem transportar energia suficiente para cima através da cromosfera até a coroa, tanto por causa da baixa pressão presente na cromosfera quanto porque tendem a ser refletidas de volta para a fotosfera. As ondas Alfvén podem transportar energia suficiente, mas não dissipam essa energia com rapidez suficiente quando entram na coroa. As ondas em plasmas são notoriamente difíceis de entender e descrever analiticamente, mas simulações de computador, realizadas por Thomas Bogdan e colegas em 2003, parecem mostrar que as ondas Alfvén podem se transmutar em outros modos de onda na base da coroa, fornecendo um caminho que pode transportar grandes quantidades de energia da fotosfera através da cromosfera e da região de transição e, finalmente, para a coroa, onde se dissipa como calor.
Outro problema com o aquecimento por ondas tem sido a completa ausência, até o final da década de 1990, de qualquer evidência direta de ondas se propagando pela coroa solar. A primeira observação direta de ondas que se propagam para a coroa solar e através dela foi feita em 1997 com o observatório solar espacial Solar and Heliospheric Observatory, a primeira plataforma capaz de observar o Sol no ultravioleta extremo (EUV) por longos períodos de tempo com fotometria estável. Eram ondas magnetoacústicas com uma frequência de cerca de 1 milihertz (mHz, correspondente a um período de onda de 1.000 segundos), que transportam apenas cerca de 10% da energia necessária para aquecer a coroa. Existem muitas observações de fenômenos de ondas localizadas, como ondas Alfvén lançadas por erupções solares, mas esses eventos são transitórios e não podem explicar o calor coronal uniforme.
Ainda não se sabe exatamente quanta energia de onda está disponível para aquecer a coroa. Os resultados publicados em 2004 usando dados da espaçonave TRACE parecem indicar que há ondas na atmosfera solar em frequências de até 100 mHz (período de 10 segundos). As medições da temperatura de diferentes íons no vento solar com o instrumento UVCS a bordo da SOHO fornecem fortes evidências indiretas de que há ondas em frequências de até 200 Hz, bem dentro do alcance da audição humana. Essas ondas são muito difíceis de detectar em circunstâncias normais, mas evidências coletadas durante eclipses solares por equipes do Williams College sugerem a presença de tais ondas na faixa de 1 a 10 Hz.
Recentemente, foram encontrados movimentos alfvênicos na baixa atmosfera solar e também no Sol calmo, em buracos coronais e em regiões ativas usando observações com o AIA a bordo do Solar Dynamics Observatory. Essas oscilações alfvênicas têm potência significativa e parecem estar conectadas às oscilações alfvênicas cromosféricas relatadas anteriormente com a espaçonave Hinode.
As observações do vento solar com a espaçonave WIND mostraram recentemente evidências para apoiar as teorias de dissipação de cíclotrons Alfvén, levando ao aquecimento local de íons.

### Teoria da reconexão magnética

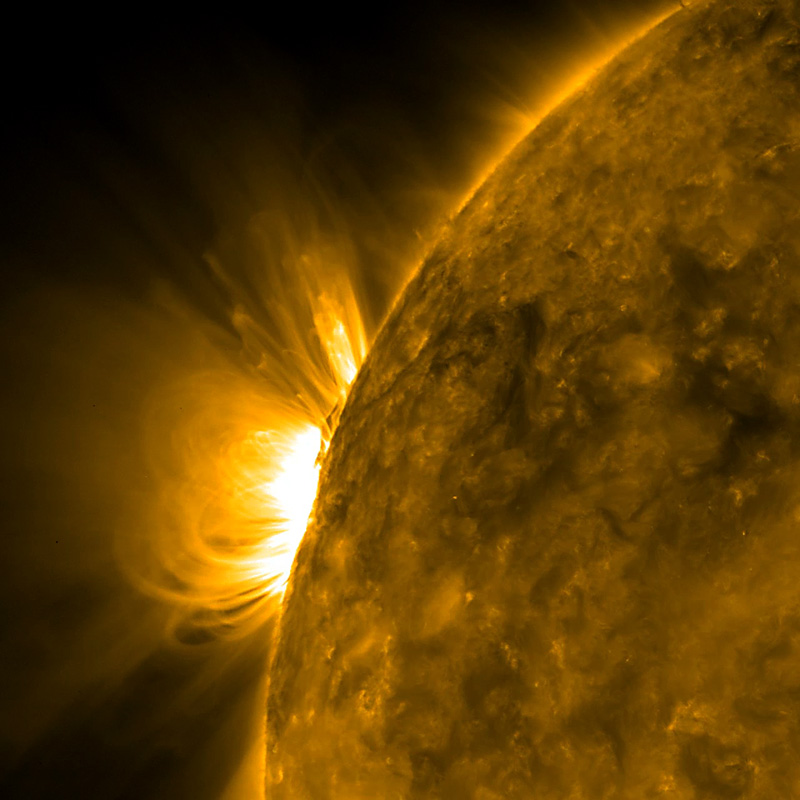
Região ativa de arco pelo Solar Dynamics Observatory.

A teoria da reconexão magnética se baseia no campo magnético solar para induzir correntes elétricas na coroa solar. As correntes então entram em colapso repentino, liberando energia como calor e energia de onda na coroa. Esse processo é chamado de "reconexão" devido à maneira peculiar com que os campos magnéticos se comportam no plasma (ou em qualquer fluido eletricamente condutor, como mercúrio ou água do mar). Em um plasma, as linhas de campo magnético normalmente estão ligadas a partes individuais de matéria, de modo que a topologia do campo magnético permanece a mesma: se um determinado polo magnético norte e sul estiver conectado por uma única linha de campo, mesmo que o plasma seja agitado ou que os ímãs sejam movidos, essa linha de campo continuará a conectar esses polos específicos. A conexão é mantida por correntes elétricas que são induzidas no plasma. Sob certas condições, as correntes elétricas podem entrar em colapso, permitindo que o campo magnético se "reconecte" a outros polos magnéticos e libere calor e energia de onda no processo.
A hipótese é que a reconexão magnética seja o mecanismo por trás das erupções solares, as maiores explosões do Sistema Solar. Além disso, a superfície do Sol é coberta por milhões de pequenas regiões magnetizadas com 50 a 1.000 km de diâmetro. Esses pequenos polos magnéticos são agitados e sacudidos pela granulação constante. O campo magnético na coroa solar deve passar por uma reconexão quase constante para corresponder ao movimento desse "tapete magnético", de modo que a energia liberada pela reconexão é uma candidata natural para o calor coronal, talvez como uma série de "microflares" que, individualmente, fornecem muito pouca energia, mas que, em conjunto, representam a energia necessária.
A ideia de que os nanoerupções podem aquecer a coroa foi proposta por Eugene Parker na década de 1980, mas ainda é controversa. Em particular, os telescópios ultravioleta, como o TRACE e o SOHO/EIT, podem observar microerupções individuais como pequenos brilhos na luz ultravioleta extrema, mas parece que há muito poucos desses pequenos eventos para contabilizar a energia liberada na coroa. A energia adicional não contabilizada poderia ser compensada pela energia das ondas ou pela reconexão magnética gradual, que libera energia de forma mais suave do que as microexplosões e, portanto, não aparece bem nos dados do TRACE. Variações da hipótese das micro erupções usam outros mecanismos para estressar o campo magnético ou para liberar a energia, e são um assunto de pesquisa ativa em 2005.

### Espículas (tipo II)
Durante décadas, os pesquisadores acreditaram que as espículas poderiam enviar calor para a coroa. Entretanto, após pesquisas observacionais na década de 1980, descobriu-se que o plasma das espículas não atingia as temperaturas coronais e, portanto, a teoria foi descartada.
De acordo com estudos realizados em 2010 no Centro Nacional de Pesquisas Atmosféricas no Colorado, em colaboração com o Laboratório Solar e de Astrofísica da Lockheed Martin (LMSAL) e o Instituto de Astrofísica Teórica da Universidade de Oslo, uma nova classe de espículas (tipo II) descoberta em 2007, que viaja mais rápido (até 100 km/s) e tem vida útil mais curta, pode explicar o problema. Esses jatos inserem plasma aquecido na atmosfera externa do Sol.
Assim, pode-se esperar uma compreensão muito maior da coroa e uma melhoria no conhecimento da influência sutil do Sol na atmosfera superior da Terra daqui para frente. O Conjunto de Imagens Atmosféricas do Observatório de Dinâmica Solar da NASA, lançado recentemente, e o Pacote de Plano Focal da NASA para o Telescópio Óptico Solar no satélite japonês Hinode foram usados para testar essa hipótese. As altas resoluções espaciais e temporais dos instrumentos mais novos revelam esse suprimento de massa coronal.
Essas observações revelam uma conexão de um para um entre o plasma que é aquecido a milhões de graus e as espículas que inserem esse plasma na coroa.